# Сибирь на рельсы
Дом жилищного кооператива «Сибирь на рельсы» — конструктивистское здание с элементами постконструктивизма на проспекте Димитрова в Железнодорожном районе Новосибирска, построенное в 1936 году. Архитектор — Я. Е. Кузнецов. Памятник архитектуры регионального значения. 

## Описание
Жилой пятиэтажный дом был построен в 1934—1936 годах архитектором Я. Е. Кузнецовым.
Северо-западный фасад выходит на красную линию проспекта Димитрова, северо-восточная торцевая часть примыкает к зданию Управления Западно-Сибирской железной дороги.
Здание образуют два разных в длине и смещённых по отношению друг к другу прямоугольных объёма, их угол примыкания образуют акцентированные парапетами торцевые фасады.
Цокольный этаж из-за перепада рельефа имеет разную высоту и оштукатурен «под руст». Первый этаж здания также рустованный.
Чередование лоджий второго, третьего, четвёртого этажей с ризалитами формируют выразительное пластическое решение главного северо-западного фасада.
Две колонны с более крупным квадратным сечением в уровне первого этажа образуют вертикальные трехчастные членения плоскостей лоджий, заканчивающиеся балконами в уровне пятого этажа.
Фланкированные по сторонам сдвоенными лопатками вертикальные витражи лестничных клеток придают выразительность дворовому фасаду.